# Voyah Dreamer
Voyah Dreamer – elektryczny i hybrydowy samochód osobowy typu minivan klasy wyższej produkowany pod chińską marką Voyah od 2022 roku.

## Historia i opis modelu

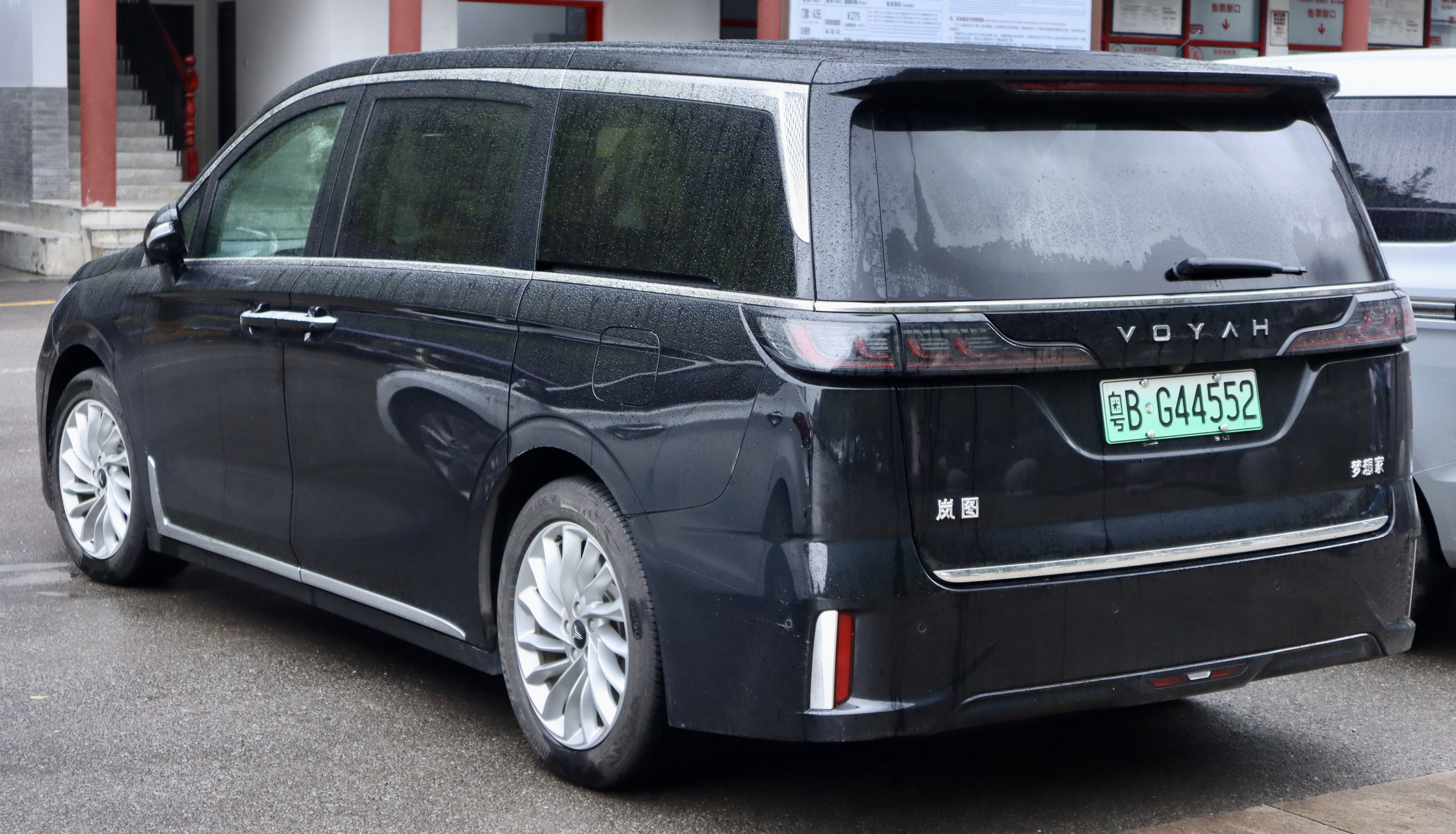
Voyah Dreamer - tył

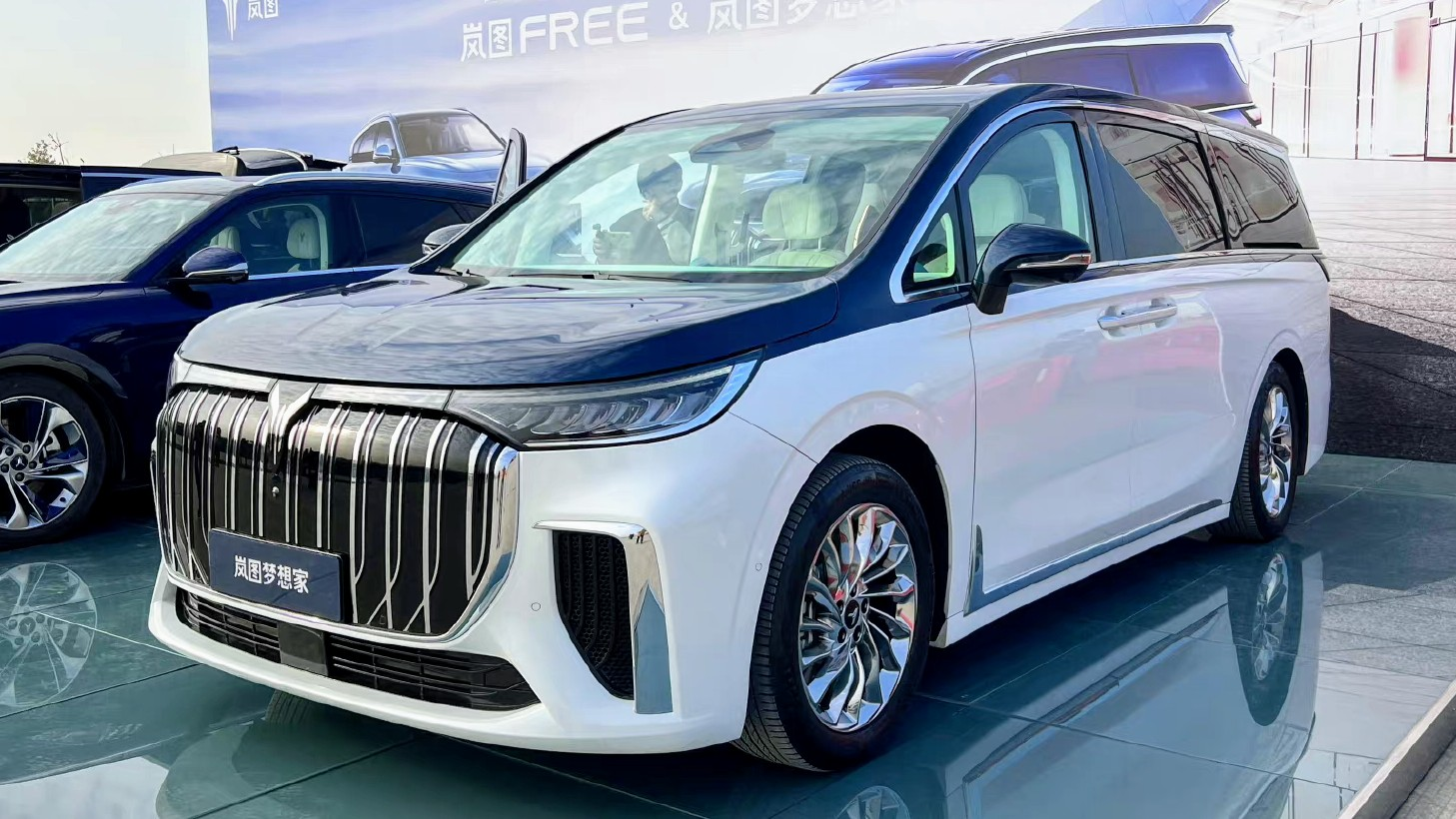
Voyah Dreamer - wariant dwukolorowy

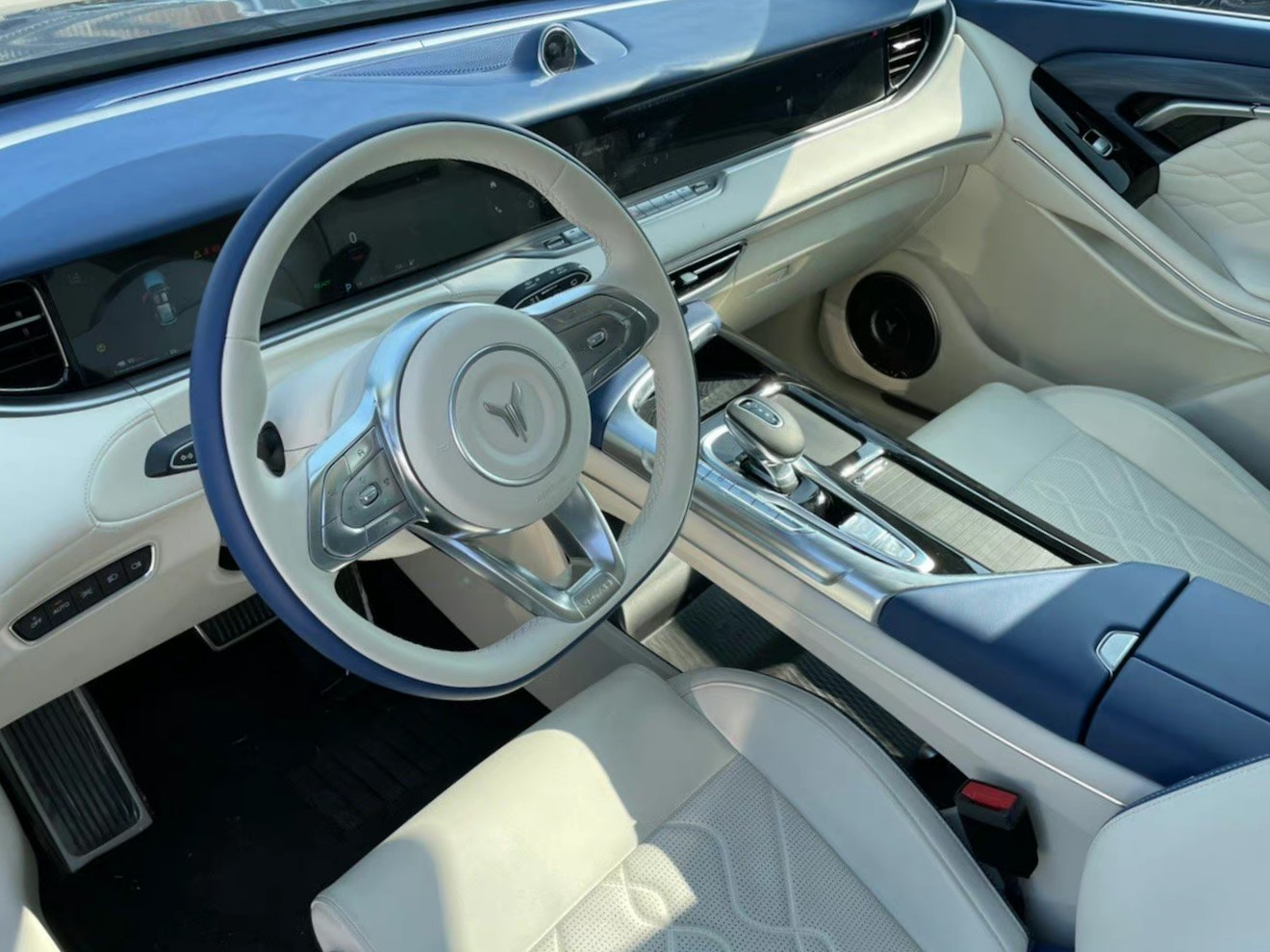
Voyah Dreamer - kokpit

W listopadzie 2021 podczas targów samochodowych Guangzhou Auto Show Voyah zaprezentował swój drugi produkcyjny model w postaci luksusowego, dużego minivana Dreamer stanowiącego odpowiedź na dynamicznie rozwijający się rynek takich samochodów w Chinach. Masywna, foremna sylwetka wyróżniła się dużą, obejmującą większość powierzchni szerokego przodu chromowaną imitacją wlotu powietrza. Nadwozie zyskało liczne chromowane ozdobniki, a dostęp do tylnego rzędu siedzeń udostępniły odsuwane boczne drzwi.
Luksusowo zaaranżowana kabina pasażerska zyskała niezależne, rozbudowane siedziska w trzech rzędzach w układzie 2+2+3 lub w dwóch rzędach, po 2 fotele w każdym. Deskę rozdzielczą utworzyły trzy ekrany rozciągające się na całą szerokość kokpitu, z kolei do materiałów wykończeniowych wykorzystano mieszankę dwubarwnej skóry, a także akcentów ze złota oraz nastrojowego oświetlenia rozmieszczonego także po podsufitce.

### Sprzedaż
W przeciwieństwie do modelu Free, Voyah Dreamer opracowany został głównie z myślą o wewnętrznym rynku chińskim. Przedsprzedaż samochodu rozpoczęła się tam tuż pół roku po premierze, w kwietniu 2022. Luksusowy samochód jest klasyfikowany jako produkt klasy premium z ceną rozpoczynającą się w momencie debiutu od 369 900 juanów. Dostawy pierwszych egzemplarzy rozpoczęły się w trzecim kwartale 2022 roku. W styczniu 2023 minivan zadebiutował na pierwszym rynku zagranicznym, pod nazwą Voyah Dream debiutując w Rosji. W 2024 roku ruszyła sprzedaż i lokalna produkcja w Zjednoczonych Emiratach Arabskich jako Rabdan One Seven.

### Dane techniczne
Podobnie jak SUV Free, Voyah Dreamer powstał jako samochód przystosowany do dwóch wariantów napędowych: hybrydowego typu plug-in oraz elektrycznego. Układ spalinowo-elektrycznego tworzy 1,5 litrowy turbodoładowany silnik benzynowy rozwijający 389 KM i 610 Nm maksymalnego momentu obrotowego, przejeżdżając według chińskiej normy pomiarowej w trybie mieszanym do 700 kilometrów zasięgu. Elektryczny Dreamer został napędzony przez dwa silniki rozwijające łączną moc 429 KM i 620 Nm maksymalnego momentu obrotowego, rozpędzając się do 100 km/h w 5,9 sekundy i maksymalnie 200 km/h. Parametry te pozwalają na przejechanie 2,6 tonowemu minivanowi do 600 kilometrów na jednym ładowaniu według chińskiego cyklu pomiarowego. Voyah Dreamer w momencie debiutu nazwany został najszybszym minivanem na rynku.